# Roddy Radiation

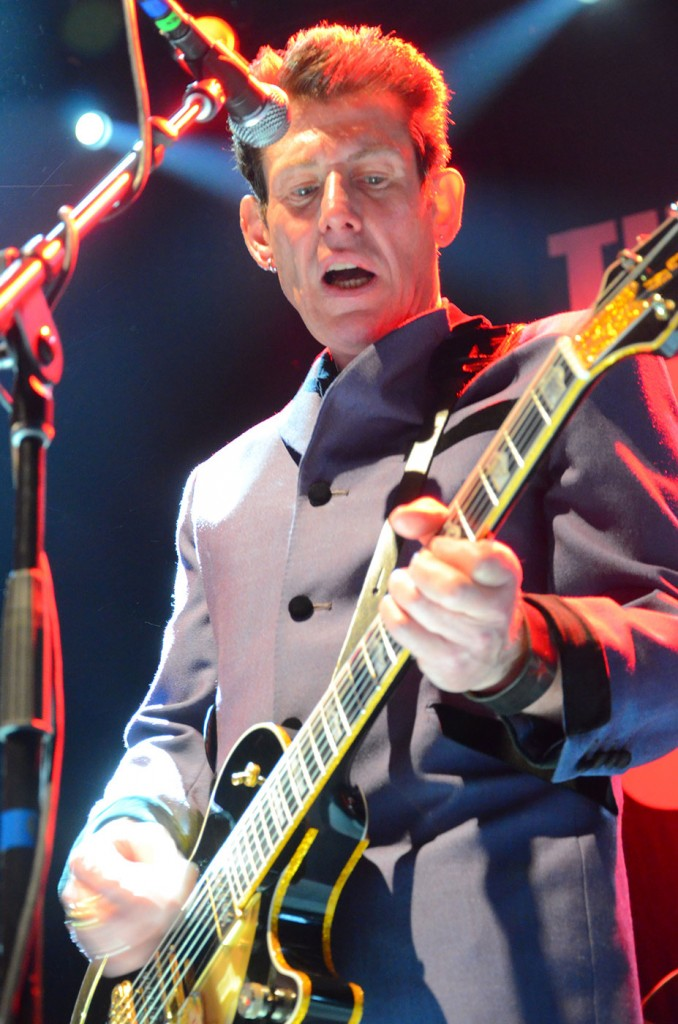
Roddy Radiation bij een concert op 18 maart 2013

Roderick James Byers (Keresley, 5 mei 1955) beter bekend als Roddy Radiation, is een Brits muzikant. Hij is de voormalige gitarist en zanger van The Specials.

## Biografie
Byers begon als trombonist, maar schakelde op 13-jarige leeftijd over op gitaar. Midden jaren 70 trad hij op met The Wild Boys, een punkband avant la lettre (naar eigen zeggen) waarmee hij nummers speelde als 1980's Teddy Boy en Concrete Jungle; dat laatste nummer werd in 1979 opgenomen voor het debuutalbum van de Specials. Voor de opvolger More Specials schreef Byers Hey Little Rich Girl (gecoverd door Amy Winehouse op haar album Back to Black) en Trying and Begging Not To Cry dat op een bijgevoegde single uitkwam als Roddy Radiation & The Specials.
Door de zware toerschema's was er van de saamhorigheid uit de beginperiode van de ska-revival nog maar weinig over; Byers stond op gespannen voet met bandleider Jerry Dammers en na de #1-hit Ghost Town verliet hij de Specials. Zijn laatste opname uit die tijd was de gitaarsolo op Racist Friend dat in 1983 werd uitgebracht door The Special AKA dat in tegenstelling tot de originele Specials geen eenheid wilde vormen.
Byers was al voor zijn vertrek een eigen band begonnen waarmee hij het genre skabilly had uitgevonden; ska vermengd met rockabilly. The Tearjerkers bestonden tot 1987 maar behaalden geen grote successen; vandaar dat Byers overdag weer als huisschilder werkte. In de jaren 90 formeerde hij The Bonediggers en maakte hij deel uit van een Specials-bezetting zonder Dammers, zanger Terry Hall en drummer John Bradbury. Die laatste band trad vooral in de Verenigde Staten op waar de derde skagolf was uitgebroken.
In 2005 was Byers te gast bij Three Men & Black, een akoestische spin-off van The Selecter en tekende hij met The Skabilly Rebels bij Grover Records. In 2009 verscheen het album Blues Attack; daarnaast ging Byers weer met de oorspronkelijke Specials (opnieuw zonder Dammers) op tournee, maar net als zanger Neville Staple koos hij in 2014 definitief voor zijn solocarrière. Byers verleende gastbijdragen aan de tribute-albums en benefietconcerten van de stichting Specialized en bracht in 2016 een EP uit met The Skabilly Rebels.
In 2018 werkte hij na vijf jaar weer samen met Neville Staple en diens echtgenote Christine op het album Rude Rebels.
- Gemeinsame Normdatei: 135437741
- International Standard Name Identifier: 0000 0000 5610 8046
- Library of Congress Control Number: no2018040243
- MusicBrainz: 4b77ee87-f413-42cb-860e-854c5e7b3a5a
- Virtual International Authority File: 80183561
- WorldCat: E39PBJq6Y7PVKrB3vXhDkMvJXd